# Hohenstaufen Konstancia aragóniai királyné
Hohenstaufen Konstancia (1249 – Barcelona, Katalónia, 1302. április 9.), szicíliai olaszul: Custanza di Hohenstaufen, katalánul: Constança de Sicília, spanyolul: Constanza de Suabia, olaszul: Costanza di Hohenstaufen, németül: Konstanze von Hohenstaufen, aragón és szicíliai királyné. A Hohenstaufen-dinasztia tagja. II. Frigyes német-római császár és szicíliai király unokája, valamint Hohenstaufen Anna nikaiai császárné unokahúga.

## Élete
Apja I. (Hohenstaufen) Manfréd (1232–1266) szicíliai király, II. Frigyes német-római császárnak és szicíliai királynak Bianca Lancia buscai őrgrófnővel folytatott házasságon kívüli kapcsolatából származó törvényesített fia.
Édesanyja, Beatrix savoyai grófnő IV. Amadé savoyai gróf leányaként jött a világra.
1262. június 13-án vagy július 15-én Montpellier-ben feleségül ment Péter aragóniai trónörököshöz, I. Jakab aragón királynak és Árpád-házi Jolán magyar királyi hercegnőnek, II. András magyar király és Courtenay Jolán konstantinápolyi latin császári hercegnő egyetlen gyermekének a legidősebb fiához.

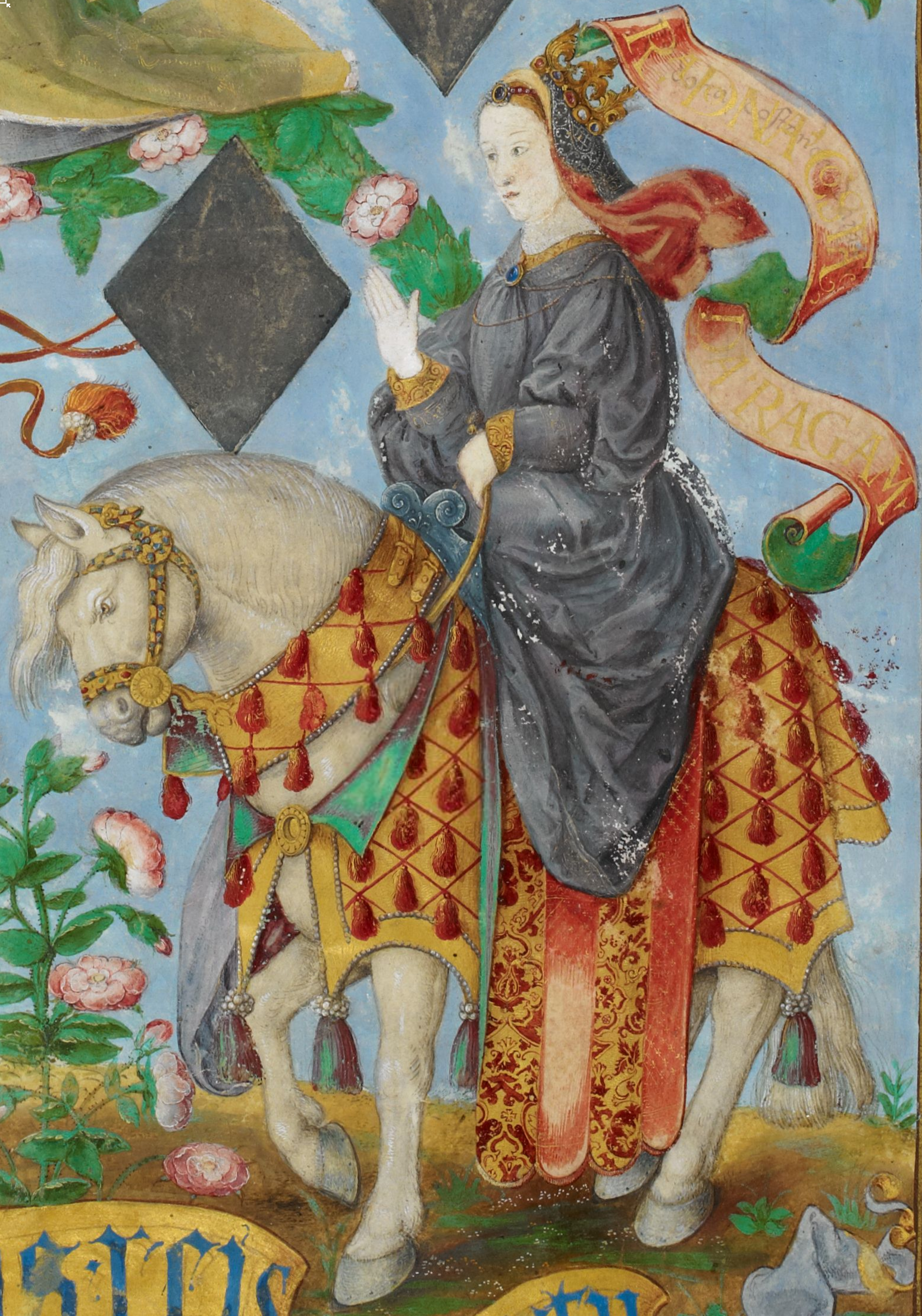
Hohenstaufen Konstancia egy portugál genealógiai tekercsen, Antonio de Hollanda alkotása, 1530–1534

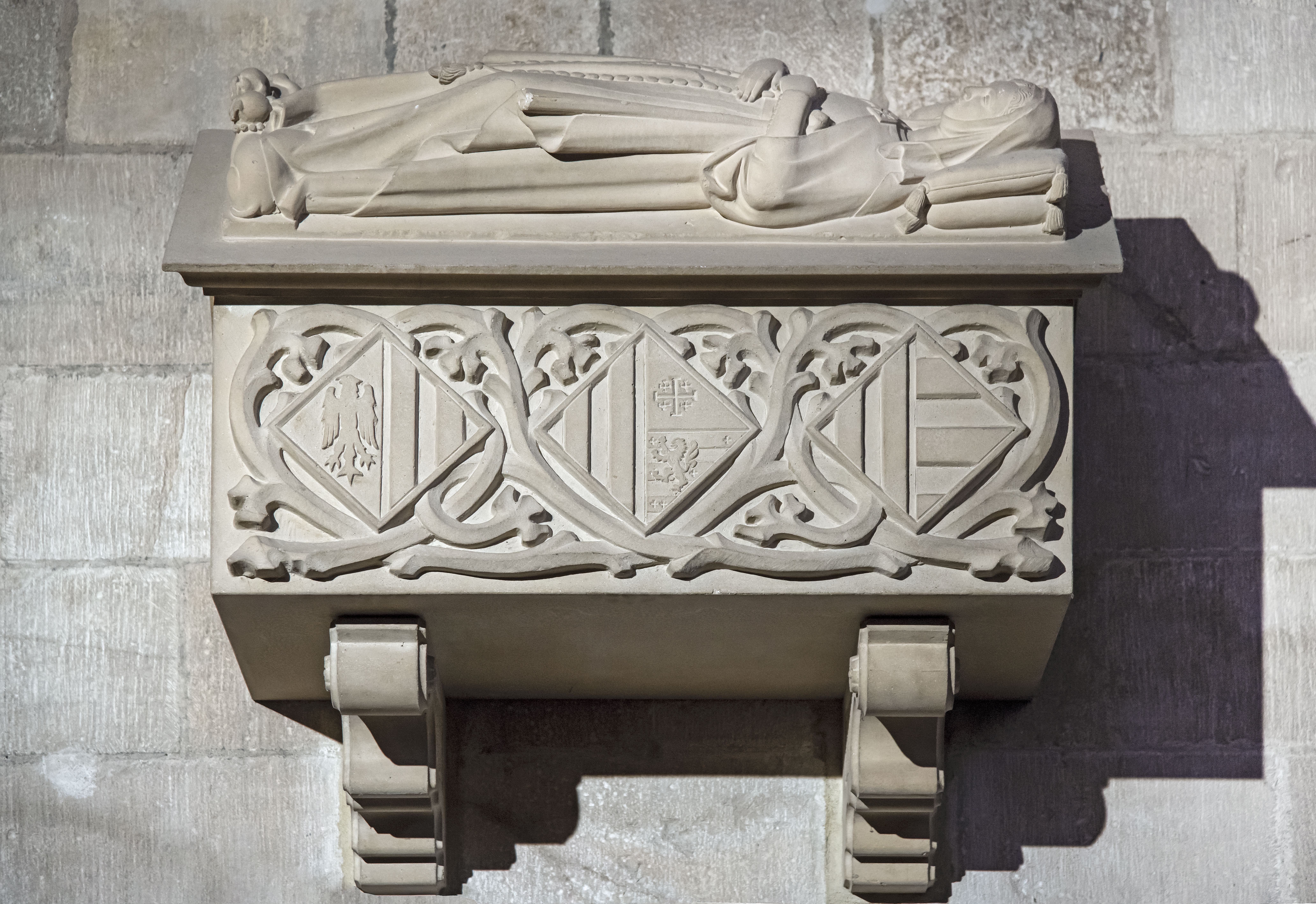
A sír.

Capet Károly, Anjou grófja, VIII. Lajos francia király fia a bátyja, IX. (Szent) Lajos és IV. Kelemen pápa támogatásával a beneventói csatában 1266. február 26-án legyőzte Konstancia apját, Manfrédot, aki a csatában életét vesztette. Manfréd családját, feleségét, kiskorú gyermekeit a győztes fogságba vetette, fiait megvakíttatta. Manfréd fiai halálukig nápolyi fogságban maradtak, míg leányai később visszanyerhették a szabadságukat. A legidősebb leány, Konstancia ekkor már aragóniai királynéként távol élt apjától, de családjának veszte mély nyomot hagyott a lelkében, és csak az alkalomra várt, hogy visszavágjon az Anjouknak.
Anjou Károly elfoglalta az egész Szicíliai Királyságot, és székhelyét Nápolyba tette. Manfréd unokaöccse, Konradin megpróbálta visszaszerezni a Hohenstaufenek királyságát 1268-ban, de Anjou Károly őt is legyőzte, fogságba ejtette, és lefejeztette.
Konstancia révén 1282-ben Manfréd veje, III. Péter a Szicíliai vecsernye néven elhíresült felkelés révén visszafoglalta Szicília szigetét az Anjouktól és I. Péter néven 1282. szeptember 4-én szicíliai királlyá választották. Ugyan az egész Szicíliai Királyságot nem sikerült elfoglalnia, de a két Szicília megosztottsága 1816-ig fennmaradt, mikor újra hivatalosan is egyesítették a két független országrészt. A két Szicíliai Királyság hivatalosan csak 1302-ben ismerte el egymást.

## Gyermekei
- Férjétől, III. Péter (1243–1285) aragón és I. Péter néven szicíliai királytól, 6 gyermek:
  - Alfonz (1265–1291), III. (Liberális) Alfonz néven aragón király, felesége Plantagenêt Eleonóra (1264–1297) angol királyi hercegnő, I. Eduárd angol király lánya, elváltak,[1] gyermekei nem születtek, 1 természetes fiú
  - Jakab (1267–1327), II. (Igazságos) Jakab néven aragón király, I. Jakab néven szicíliai király, 1. felesége Izabella (1283–1328) kasztíliai királyi hercegnő, elváltak, gyermekei nem születtek, 2. felesége Anjou Blanka (1280–1310) nápolyi királyi hercegnő, 10 gyermek, 3. felesége Lusignan Mária (1273–1322) ciprusi királyi hercegnő, nem születtek gyermekei, 4. felesége Moncadai Elisenda (1292 körül–1364), nem születtek gyermekei, 10 gyermek a 2. házasságából+3 természetes gyermek
  - Frigyes (1271/72–1337), II. Frigyes néven szicíliai (trinacriai) király, felesége Anjou Eleonóra szicíliai (nápolyi) hercegnőtől (1289–1341), 9 gyermek, többek között:
    - Péter (1304–1342), II. Péter néven szicíliai király (ur: 1337–1342), felesége Görzi Erzsébet (1298–1352), II. Ottó karintiai herceg leányaként Bajor Erzsébet német, szicíliai és jeruzsálemi királynénak, IV. Konrád szicíliai, német és jeruzsálemi király özvegyének volt az unokája, 10 gyermek+2 természetes gyermek

  - Erzsébet (Izabella) (1271–1336), Szent, férje I. Dénes (1261–1325) portugál király, 2 gyermek
  - Jolán (1273–1302), férje Anjou Róbert (1277/78–1343) nápolyi királyi herceg és trónörökös, 1309-től szicíliai (nápolyi) király, 2 fiú, többek között:
    - Anjou Károly (1298–1328) nápolyi királyi herceg, Calabria hercege, nápolyi trónörökös, 1. felesége Habsburg Katalin osztrák hercegnő, 2. felesége Valois Mária francia királyi hercegnő, 5 gyermek, többek között:
      - (2. házasságából): I. Johanna nápolyi királynő (1326–1382)

  - Péter (1275 körül–1296), felesége Moncadai Vilma (1245/55–1306/09)